# Vincenzo Dalberti
Vincenzo Dalberti (Milano, 20 febbraio 1763 – Olivone, 6 aprile 1849) è stato un presbitero e politico svizzero-italiano.

## Biografia
Nasce a Milano da emigranti di Olivone, suo padre Gian Domenico era attivo come cioccolataio, compì i suoi studi nella Milano illuminista e intensamente europea prima presso i Barnabiti poi nell'istituto del Gesuiti a Brera. Prese gli ordini religiosi nel 1786. Rientrato in patria per curarsi da un'affezione febbrile nel 1798, nel 1803, anno di nascita del Canton Ticino in virtù dell'Atto di mediazione di Napoleone Bonaparte, entrò nel governo cantonale quale suo primo presidente. Sia come Consigliere di Stato dal 1830 al 1837 che come segretario di stato (nel 1839) e deputato al Gran Consiglio poi, la sua attività di politico e di legislatore onesto e illuminato si protrasse fin quasi alla morte, avventa nel suo paese d'origine.
Negli ultimi tempi, a partire dal 1840 scrisse in difesa della religione cattolica in Ticino a suo dire minacciata dalla eccessiva libertà di stampa promossa dalla propaganda liberale, così come si scagliò contro la decisione governativa di secolarizzare ed espropriare i beni dei conventi per adibirli a funzione pubblica (sedi governative, scuole). Coerente alle sue scelte politiche fu uno dei pochi ad opporsi nel 1842 alla riforma della costituzione cantonale.
Il miglior modo per comprendere il pensiero di questo uomo politico resta la lettura di un suo fitto epistolario con un medico e politico di Zurigo, Paolo Usteri, intercorsa tra il 1807 e il 1811 (anno di morte dell'Usteri). Altro suo importante corrispondente fu il barone Pietro Custodi autore di una raccolta di autori italiani di economia.